# Lago di Sauris
Il lago di Sauris (Lât di Sauris in friulano) è un lago artificiale che si trova in Val Lumiei (Carnia), nelle vicinanze di Sauris, a 977 metri di altitudine, posto sulla strada che da Ampezzo sale a Sauris, in località la Màina, chiamato appunto anche "lago della Màina".

## Origine

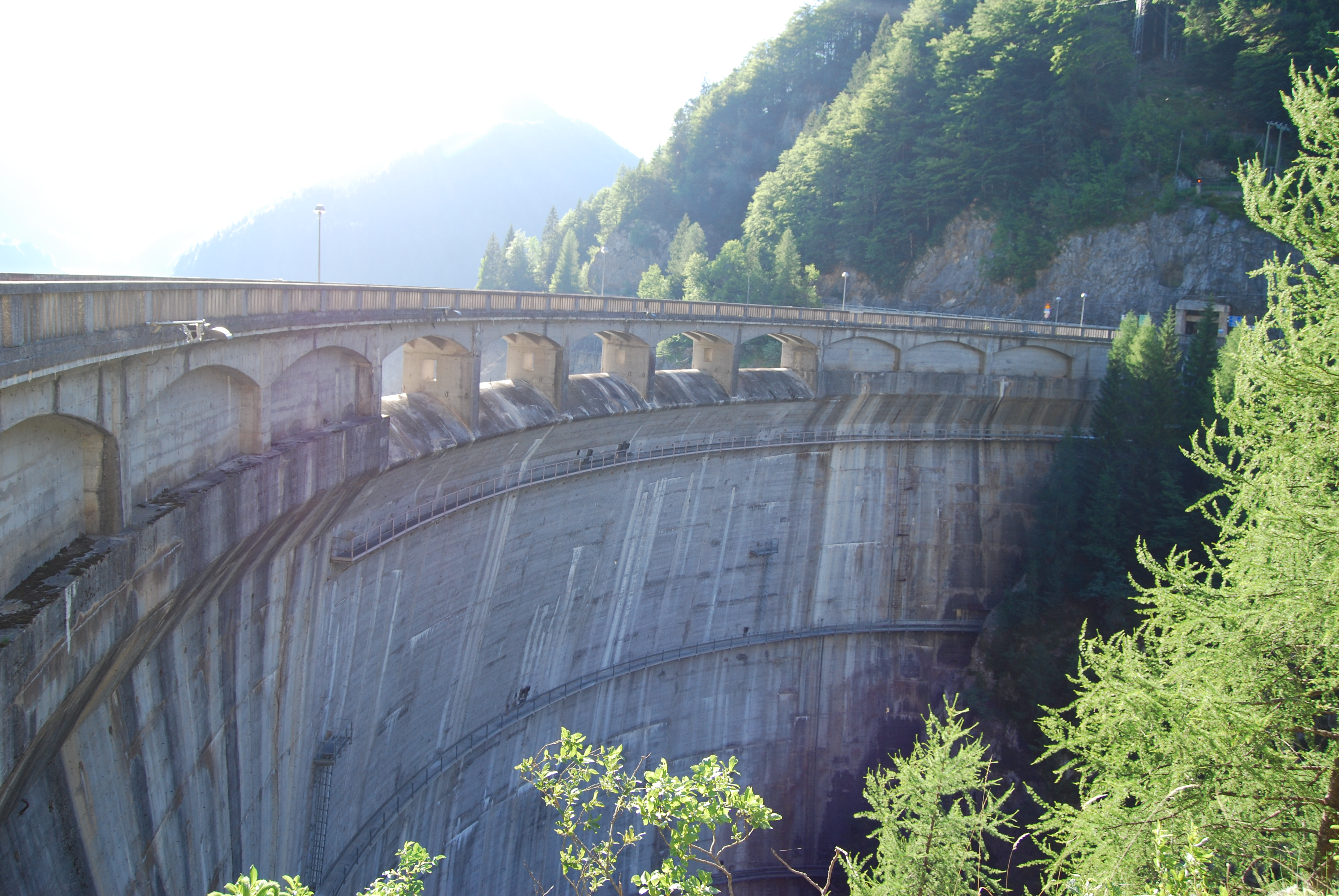
La diga del lago di Sauris

La creazione del lago è terminata nel 1948, in seguito alla conclusione dei lavori di costruzione dello sbarramento iniziati nel 1941.
La diga ha una struttura a cupola, e al tempo della costruzione era la seconda in Europa per altezza. 
Quando il lago viene occasionalmente svuotato, è possibile vedere ancora i resti del paese che esisteva precedentemente sotto lo specchio d'acqua.

## Accessibilità
Ci sono tre modi per raggiungere il lago:
- Da Ampezzo (UD) bisogna proseguire in direzione Sauris per la SP73, la strada è unica ed arriva direttamente sopra la diga. La strada si arrampica su per la valle ma consente un viaggio tranquillo e scorrevole. Verso la fine bisogna passare 3 gallerie, di cui due abbastanza lunghe (600, 250, 650 metri rispettivamente). Le gallerie sono in salita con pendenza ragguardevole, scavate su roccia viva ed oltretutto con delle curve. Elemento caratteristico è la pavimentazione in pavé.

La diga si trova appena dopo l'ultima galleria.
- - Strada da percorrere: 9 km.
  - Nota per i motociclisti: le particolari condizioni delle gallerie (umidità, pavé, salite ed oscurità) le rendono molto scivolose e pericolose.
  - Nota per i ciclisti: in bicicletta la situazione descritta al punto precedente è ancora più evidente per cui si suggerisce di raggiungere Ampezzo, forze permettendo, per il Passo Pura (non molto impegnativo da questo versante) e comunque di salire per le gallerie in pavé anziché scenderle.
- Da Cima Gogna (BL) si prosegue per la SS619 in direzione della casera Razzo ed in seguito si svolta per Sauris sulla SP73, proseguendo sulla strada in direzione Ampezzo si raggiunge la diga da monte.
  - Strada da percorrere: 37 km.

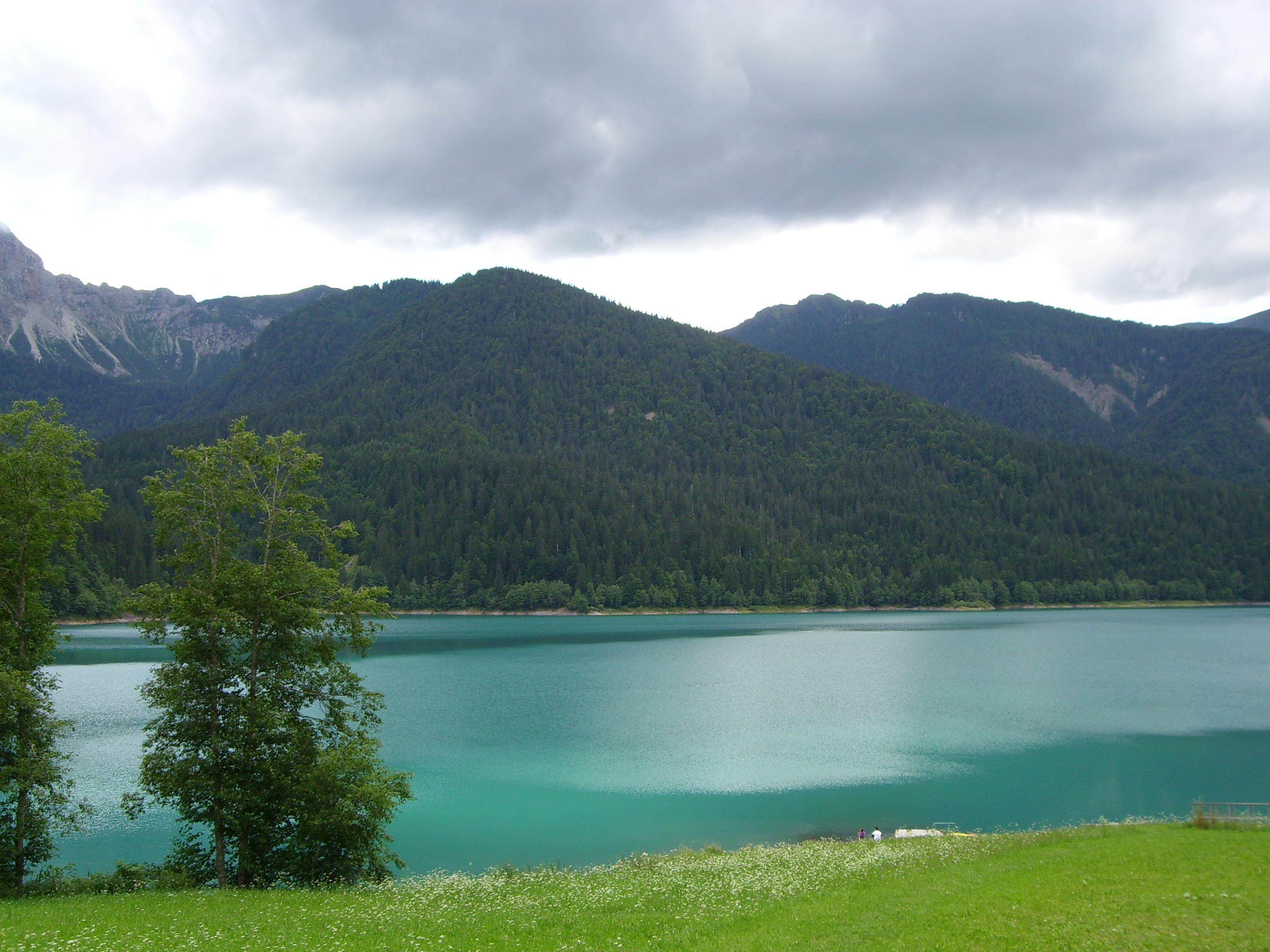
Altra veduta

- Per il passo del Pura: da Ampezzo si prosegue in direzione Forni per la SS52, dopo circa 3 km sulla destra si imbocca la strada che passa per il passo del Pura e raggiunge la diga dal lato destro della valle dopo circa 15 km. Prima della diga c'è una galleria di circa 170 metri.
  - Strada da percorrere: 18 km.

Il coronamento della diga è percorribile da una macchina alla volta. Esiste un posteggio sia sul lato sinistro della valle e da quello destro ma entrambi sono molto piccoli ed è facile che si formi un ingorgo nei pressi della diga. In caso ci sia particolare traffico, proseguendo verso Sauris, dopo poche centinaia di metri sulla destra esiste uno spiazzo abbastanza largo da consentire di girarsi o di parcheggiare.